# Scleria tonkinensis
Scleria tonkinensis är en halvgräsart som beskrevs av Charles Baron Clarke. Scleria tonkinensis ingår i släktet Scleria och familjen halvgräs. Inga underarter finns listade i Catalogue of Life.